# 尖萼乌头
尖萼乌头（学名：Aconitum acutiusculum）为毛茛科乌头属下的一个种。

## 扩展阅读
- 維基物種上的相關：尖萼乌头